# Gilberto Gil
Gilberto Passos Gil Moreira (* 26. června 1942 Salvador) je brazilský zpěvák, kytarista, skladatel, textař a politik.

## Život
Je nejlépe znám díky svým nahrávkám ve stylu tropicalismo z konce 60. let, například Domingo No Parque. Mnoho jeho skladeb nahráli Elis Regina, Gal Costa, Maria Bethânia a další umělci.
Na konci 80. let 20. století vstoupil do brazilské Strany zelených. V letech 2003—2008 byl ministrem kultury ve vládě prezidenta Luly da Silva. Po pěti letech však podal demisi, aby se mohl opět plně věnovat hudbě.

## Diskografie
- 1967 Louvação
- 1968 Gilberto Gil (Frevo Rasgado)
- 1969 Gilberto Gil (Cérebro Eletrônico)
- 1971 Gilberto Gil (Nega)
- 1972 Barra 69: Caetano E Gil Ao Vivo Na Bahia
- 1972 Expresso 2222
- 1974 Gilberto Gil Ao Vivo
- 1975 Refazenda
- 1977 Refavela
- 1978 Gilberto Gil Ao Vivo Em Montreux
- 1978 Refestança
- 1979 Nightingale
- 1979 Realce
- 1981 Brasil
- 1981 Luar (A Gente Precisa Ver o Luar)
- 1981 Um Banda Um
- 1983 Extra [WEA Latina]
- 1984 Quilombo (Trilha Sonora)
- 1984 Raça Humana
- 1985 Dia Dorim Noite Neon
- 1987 Gilberto Gil Em Concerto
- 1987 Soy Loco Por Ti America
- 1987 Trem Para As Estrelas (Trilha Sonora)
- 1988 Ao Vivo Em Tóquio (Live in Tokyo)
- 1989 O Eterno Deus Mu Dança
- 1991 Parabolic
- 1994 Acoustic
- 1995 Esoterico: Live in USA 1994
- 1995 Oriente: Live in Tokyo
- 1996 Em Concerto
- 1996 Luar
- 1997 Indigo Blue
- 1997 Quanta
- 1998 Ao Vivo Em Tóquio (Live in Tokyo) [Braziloid]
- 1998 Copacabana Mon Amour
- 1998 O Sol de Oslo
- 1998 O Viramundo (Ao Vivo)
- 1998 Quanta Live
- 2000 Me, You, Them [Brazil]
- 2001 Milton and Gil
- 2001 São João Vivo
- 2002 Kaya N'Gan Daya
- 2002 Quanta Live [Brazil]
- 2002 Z: 300 Anos de Zumbi
- 2004 Eletrácustico
- 2005 Ao Vivo
- 2005 As Canções de Eu Tu Eles
- 2005 Soul of Brazil
- 2006 Gil Luminoso
- 2006 Rhythms of Bahia

## Vyznamenání
- rytíř Řádu umění a literatury, Francie, 1990
- komtur Řádu Rio Branco, Brazílie, 1995
- Národní řád za zásluhy, Francie, 1997
- velkokříž Norského královského řádu za zásluhy, Norsko, 2003
- velkokříž Řádu prince Jindřicha, Portugalsko, 23. července 2003[3]
- velkodůstojník Řádu čestné legie, Francie, 2005